# Сухой Аргаш
Сухой Аргаш — река в России, протекает в Инзенском районе Ульяновской области. Устье реки находится в 11 км по правому берегу реки Аргаш. Длина реки составляет 20 км, площадь водосборного бассейна — 119 км². На реке расположены сёла Палатово и Валгуссы.

## Данные водного реестра
По данным государственного водного реестра России относится к Верхневолжскому бассейновому округу, водохозяйственный участок реки — Сура от Сурского гидроузла и до устья реки Алатырь, речной подбассейн реки — Сура. Речной бассейн реки — (Верхняя) Волга до Куйбышевского водохранилища (без бассейна Оки).
Код объекта в государственном водном реестре — 08010500312110000036852.